# Jens Lapidus

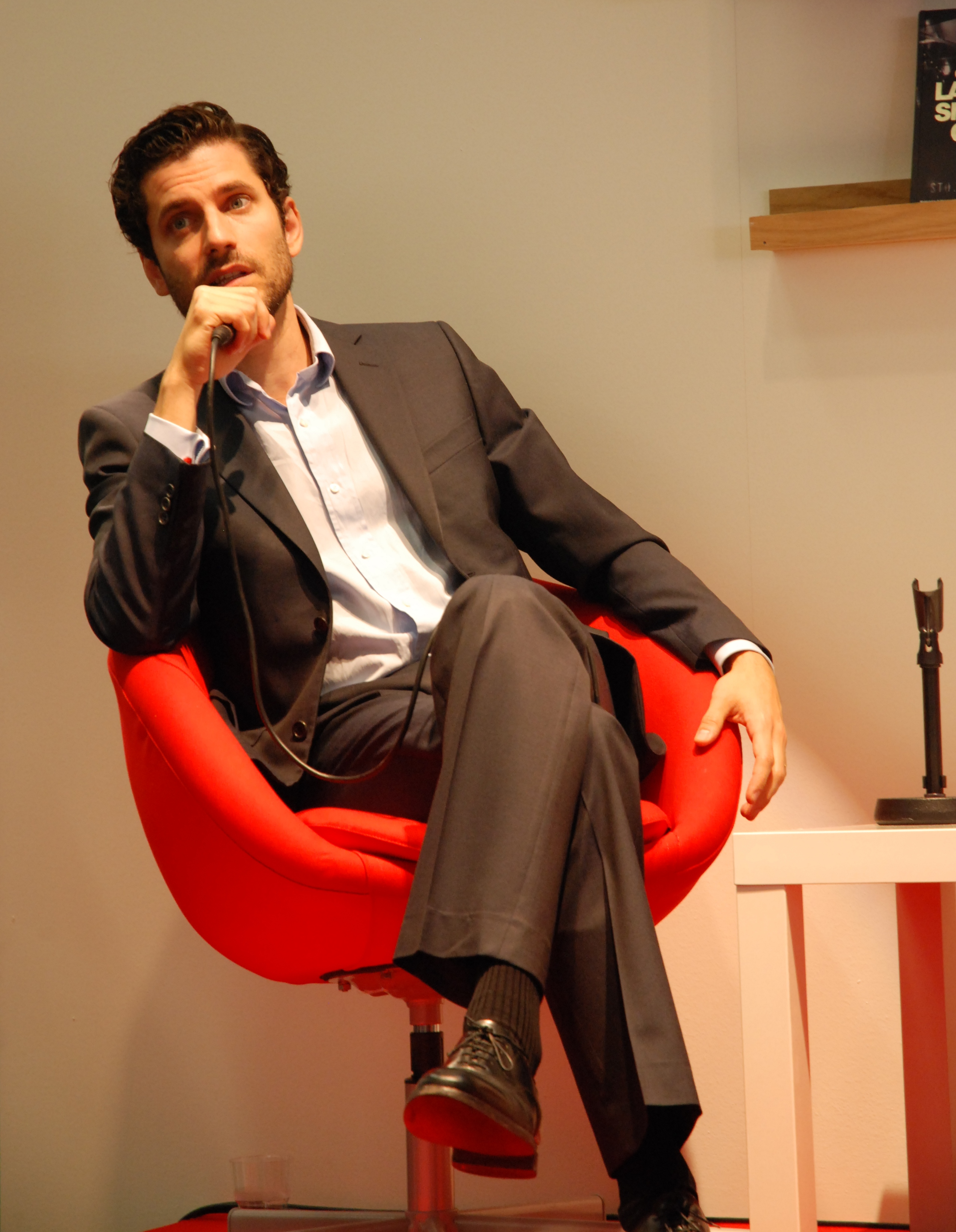
Jens Lapidus (2008)

Jens Lapidus (* 24. Mai 1974 in Hägersten, Schweden) ist ein schwedischer Strafverteidiger und Romanautor. Jens Lapidus lebt mit Frau und zwei Kindern in Stockholm.

## Bibliografie

### Trilogie Stockholm Noir / Bandenkrieg
1. Snabba cash (2006)
  - Easy Money, Englische Übersetzung und Name der Verfilmung (2010) von Daniél Espinosa
  - Spür die Angst: Stockholm crime, Deutsche Übersetzung von Antje Rieck-Blankenburg, Scherz, Frankfurt am Main 2009, ISBN 978-3-502-10193-2
2. Aldrig fucka upp (2008)
  - Never Fuck Up, Englische Übersetzung
  - Mach sie fertig, Deutsche Übersetzung von Antje Rieck-Blankenburg, Scherz, Frankfurt am Main 2011, ISBN 978-3-502-10194-9
3. Livet deluxe (2011)
  - Life Deluxe, Englische Übersetzung
  - Lass sie bluten, Deutsche Übersetzung von Antje Rieck-Blankenburg, Scherz, Frankfurt am Main 2012, ISBN 978-3-502-10195-6

### Trilogie Top Dog / Anwältin Emelie Jansson
1. VIP-rumset (2014), engl. Titel VIP-room
  - noch nicht übersetzt
2. STHLM Delete (2015), engl. Titel Stockholm delete
  - Schweigepflicht. Deutsche Übersetzung von Susanne Dahmann, btb Verlag, München 2019, ISBN 978-3-442-71819-1.
3. Top Dogg (2017), engl. Titel Top dog
  - Kreuzverhör. Deutsche Übersetzung von Susanne Dahmann, btb Verlag, München 2022, ISBN 978-3-442-71952-5.

Die drei Romane wurden 2020/23 als 14-teilige Fernsehserie unter dem Titel Hidden Agenda in zwei Staffeln verfilmt.

### Weitere Veröffentlichungen (Stand-alone)
- Gängkrig 145, Graphic Novel, Illustration: Peter Bergting (2009)
  - Gang War 145, Englische Übersetzung
- Heder (2011)
  - Honor, Englische Übersetzung 2011
- Paradis City (2021)
  - Paradise City. Thriller. Deutsche Übersetzung von Max Stalder, btb, München 2024, ISBN 978-3-442-77210-0.
  - TV-Serie Paradise City: 1 Staffel mit 6 Folgen, Erstausstrahlung auf Amazon Prime am 7. März 2025
- Mr Ett (2022)
  - Mr. One. Thriller. Deutsche Übersetzung von Max Stalder, btb, München 2025, ISBN 978-3-442-77408-1.

## Verfilmungen
- Easy Money Filmtrilogie
  - Easy Money – Spür die Angst (2010)
  - Easy Money 2: Mach sie fertig (2012)
  - Easy Money 3: Lass sie bluten (2013)
- Advokaten / The Lawyer (2018)
Bei der 10-teiligen TV-Serie Advokaten handelt es sich nicht um eine Verfilmung eine bestehenden Romans von Jens Lapidus, sondern um eine von ihm mitentwickelte schwedisch-dänische TV-Serie. Gemeinsam mit Hans Rosenfeldt und Michael Hjorth konzipierte Lapidus den Thriller, der sich um den jungen Anwalt Frank Nordling dreht.[1][2]
- Hidden Agenda (2020/23)
- Schnelles Geld / Snabba cash (2021/22), Fortsetzung von Easy Money
- Paradise City (2025)